# Udo Mientus
Udo Mientus (* 18. Dezember 1942 in Nakel, Oberschlesien; † 21. Dezember 2020) war ein deutscher Politiker (SPD). Er war von 1986 bis 2003 Abgeordneter im Niedersächsischen Landtag.
Mientus beendete die Schule 1960 mit der Mittleren Reife. Von 1960 bis 1965 absolvierte er eine Lehre und Ausbildung für den gehobenen Dienst in der gesetzlichen Rentenversicherung bei der Landesversicherungsanstalt Hannover. Nach seiner Ausbildung arbeitete er dort bis zu seiner Wahl in den Landtag 1986, einzig unterbrochen durch die Zeit, als er von 1966 bis 1968 den Grundwehrdienst verrichtete. Mientus war seit 1963 in der gewerkschaftlichen Arbeit ehrenamtlich tätig. Er war Mitglied der Gewerkschaft OTV und der Arbeiterwohlfahrt, seit 1965 außerdem Mitglied der SPD. Von 1972 bis 2011 war Mientus Mitglied des Stadtrates von Barsinghausen, von 2001 bis 2011 außerdem Mitglied der Regionsversammlung der Region Hannover, ab 2006 als Vorsitzender der Regionsversammlung.
Am 21. Juni 1986 zog er in den Landtag von Niedersachsen ein, dem er für vier Wahlperioden bis Mitte 2003 für den Wahlkreis Springe angehörte. Er betätigte sich dort insbesondere im Ausschuss für Jugend und Sport und im Ausschuss für Bundes- und Europaangelegenheiten, dessen Vorsitz er zwei Wahlperioden lang führte. Ebenfalls zwei Wahlperioden lang gehörte er als Schriftführer dem Landtagspräsidium an.